# Вестник Ярославского земства
«Вестник Ярославского земства» — ярославский земский журнал, выпускавшийся в период с 1872 по 1907 гг.
В 1872 году у ярославского земства появилось собственное периодическое печатное издание. Журнал издавался в Ярославле сначала ежемесячно, в 1903—1905 — 2 раза в месяц, с марта 1906 — еженедельно. Издатель — губернская земская управа. Председателем губернского земства в 1872—1887 гг. и редактором Вестника был А. Скульский. Огромную работу в издании вел помощник и заместитель редактора Вестника Л. Трефолев. В первые годы в журнале публиковался М. Э. Дашкевич-Чайковский.
Программа издания предполагала достижение двух целей. Во-первых, это широкое информирование земских гласных, земских служащих, чиновников администрации и населения губернии о деятельности органов местного самоуправления. Во-вторых, предоставление возможности гласным и жителям губернии обмениваться соображениями и предварительно разрабатывать вопросы к предстоящим земским собраниям. В Вестнике было четыре постоянных отдела: «Правительственные распоряжения» (законы и распоряжения правительства, постановления Ярославской губернской земской управы), «Хроника Ярославского земства» (обзор деятельности земских и городских учреждений Ярославской губернии), «По земствам других губерний» (преимущественно соседних с Ярославской и приволжских), «Статьи и заметки по различным вопросам». Соответственно публиковались, во-первых, официальные документы высших органов власти, распоряжения губернской администрации и документы, результирующие деятельность земских учреждений, городских дум, а также общественных организаций. Во-вторых, печатались также статьи, корреспонденции из уездов, заметки, письма читателей, материалы статистических исследований, перепечатки статей из других периодических изданий, в том числе и земских. Журнал содержит обширную информацию о земских делах. В нем случались и историко-краеведческие статьи, и проблемно-аналитические публикации на злобу дня.
Другие редакторы — М. В. Берсенев (1821—1874), Д. И. Самарин, Д. С. Урусов, И. Н. Михайлов, А. П. Крылов (1900-е гг.) и др. Заведовали работой земской типографии в разное время Е. А. Тимрот, А. К. Фогель, М. В. Берсенев. Всего в типографии работали 69 человек (корректор, заведующий счетами, гравер, печатник, переплетчик, наборщик, наборщик жалованья, бухгалтер, корректор, литографщик и др.). Велась работа по совершенствованию материальной базы типографии, пополнялись типографские шрифты. Финансирование типографии осуществлялось следующим образом: с уездов брали деньги на ее содержание, тем более что уездные управы обращались к ней со своими заказами — все, за исключением Ростовской управы, которая не печатала в земской типографии своих журналов, так как они доставлялись невовремя. Губернской управой были выписаны из словолитен Риса и Фрапуа-Марка шрифты и разные типографские принадлежности. Был заключен договор с лучшей в губернии Угличской писчебумажной фабрикой Ивана (Джона) Гоберта на поставку бумаги. Бумагу в Ярославль доставляли пароходом с Угличской пристани.
С января 1903 г. программа Вестника расширяется. В нём помещаются «заметки и сведения» о землевладении и сельском хозяйстве, промышленности, народном образовании, исторические, этнографические статьи. В 1905 г. Вестник вводит отделы: Государственная Дума, Земские известия (по Ярославской губернии, по России — из газет). С журналом сотрудничал кн. Д. Шаховской.
Издание прекратилось по постановлению губернского земского собрания.

## Приложения
- 1903: С. П. Никонов, «Формы крестьянского землевладения» (к № 6); «Хроника страхового дела» (к № 21—22).
- 1904: Протоколы совещаний по вопросам земского страхования при Ярославской губернской земской управе (к № 113).